# Oracle Corporation

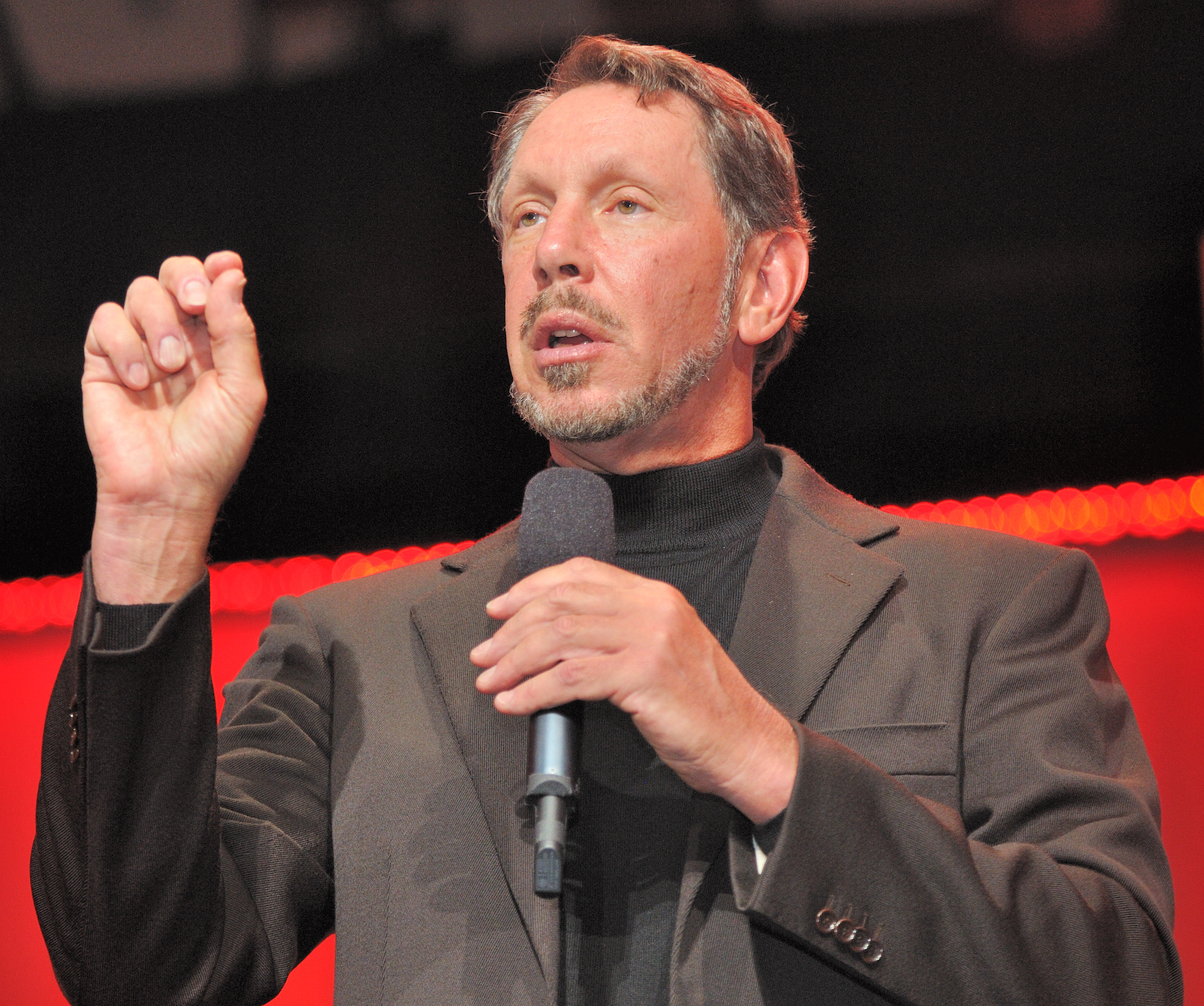
Larry Ellison, chủ tịch điều hành của Oracle

Oracle là một tập đoàn công nghệ máy tính đa quốc gia của Mỹ có trụ sở chính tại Austin, Texas. Công ty trước đây có trụ sở chính tại Redwood Shores, California cho đến tháng 12 năm 2020 khi chuyển trụ sở chính đến Texas. Công ty bán phần mềm và công nghệ cơ sở dữ liệu, các hệ thống được thiết kế trên đám mây và các sản phẩm phần mềm doanh nghiệp — đặc biệt là các thương hiệu riêng của hệ thống quản lý cơ sở dữ liệu. Năm 2019, Oracle là công ty phần mềm lớn thứ hai tính theo doanh thu và vốn hóa thị trường. Công ty cũng phát triển và xây dựng các công cụ để phát triển cơ sở dữ liệu và hệ thống phần mềm cấp trung, phần mềm hoạch định nguồn lực doanh nghiệp (ERP), phần mềm Quản lý nguồn nhân lực (HCM), phần mềm quản lý quan hệ khách hàng (CRM) và phần mềm quản lý chuỗi cung ứng (SCM).

## Lịch sử

Logo cũ của Tập đoàn Oracle

Larry Ellison đồng sáng lập Tập đoàn Oracle vào năm 1977 với Bob Miner và Ed Oates với tên Software Development Laboratories (SDL). Ellison đã lấy cảm hứng  từ bài báo năm 1970 do Edgar F. Codd viết về hệ quản trị cơ sở dữ liệu quan hệ (RDBMS) có tên "Mô hình dữ liệu quan hệ cho các ngân hàng dữ liệu được chia sẻ lớn."  Ellison đã nghe về cơ sở dữ liệu IBM System R từ một bài báo trên Tạp chí Nghiên cứu của IBM do Oates cung cấp. Ellison muốn làm cho sản phẩm của Oracle tương thích với System R, nhưng không thực hiện được vì IBM đã giữ bí mật mã lỗi cho DBMS của họ. SDL đổi tên thành Relational Software, Inc (RSI) vào năm 1979, sau đó lại đổi thành Oracle Systems Corporation vào năm 1983, để gắn kết chặt chẽ hơn với sản phẩm chủ lực Oracle Database. Ở giai đoạn này, Bob Miner là lập trình viên cấp cao của công ty. Ngày 12 tháng 3 năm 1986, công ty phát hành cổ phiếu lần đầu ra công chúng.
Năm 1995, Oracle Systems Corporation đổi tên thành Oracle Corporation, tên chính thức là Oracle, nhưng đôi khi được gọi là Oracle Corporation, tên của công ty mẹ. Một phần thành công ban đầu của Tập đoàn Oracle đến từ việc sử dụng ngôn ngữ lập trình C để triển khai các sản phẩm của mình. Điều này làm giảm việc chuyển sang các hệ điều hành khác nhau mà hầu hết đều hỗ trợ ngôn ngữ C.

## Tài chính
Oracle xếp thứ 82 trong danh sách Fortune 500 năm 2018 về các tập đoàn lớn nhất Hoa Kỳ tính theo tổng doanh thu. Theo Bloomberg, tỷ lệ trả lương giữa CEO trên nhân viên của Oracle là 1.205: 1. Mức thù lao của CEO vào năm 2017 là 108.295.023 đô la. Oracle là một trong những nhà tuyển dụng được chấp thuận của ACCA và mức lương thưởng cho nhân viên trung bình là 89.887 đô la.

## Sản phẩm và dịch vụ
Oracle thiết kế, sản xuất và bán cả sản phẩm phần mềm và phần cứng, cũng như cung cấp các dịch vụ bổ sung cho chúng (chẳng hạn như dịch vụ tài chính, đào tạo, tư vấn và lưu trữ). Nhiều sản phẩm đã được thêm vào danh mục đầu tư của Oracle thông qua các thương vụ mua lại.

### Phần mềm
Dịch vụ E-Delivery của Oracle (Oracle Software Delivery Cloud) cung cấp phần mềm và tài liệu Oracle có thể tải xuống.

#### Cơ sở dữ liệu
- Cơ sở dữ liệu Oracle
  - Bản phát hành 10: Năm 2004, Tập đoàn Oracle đã phát hành bản phát hành 10 g (g là viết tắt của "grid") là phiên bản mới nhất của Oracle Database. (Máy chủ ứng dụng Oracle 10 g sử dụng Java EE được tích hợp với phần máy chủ của phiên bản cơ sở dữ liệu đó, giúp nó có thể triển khai các ứng dụng công nghệ web. Máy chủ ứng dụng là phần mềm bậc trung đầu tiên được thiết kế cho tính toán lưới. Mối quan hệ qua lại giữa Oracle 10 g và Java cho phép các nhà phát triển thiết lập các thủ tục được lưu trữ được viết bằng ngôn ngữ Java, cũng như các thủ tục được viết bằng ngôn ngữ lập trình cơ sở dữ liệu Oracle truyền thống, PL / SQL.)[cần dẫn nguồn]
  - Bản phát hành 11: Bản phát hành 11g có sẵn vào năm 2007. Tập đoàn Oracle đã phát hành Oracle Database 11g Release 2 vào tháng 9 năm 2009. Phiên bản này có sẵn trong bốn phiên bản thương mại — Phiên bản Doanh nghiệp, Phiên bản Tiêu chuẩn, Phiên bản Tiêu chuẩn Một và Phiên bản Cá nhân — và trong một phiên bản miễn phí — Phiên bản Express. Việc cấp phép cho các ấn bản này cho thấy nhiều hạn chế và nghĩa vụ khác nhau được chuyên gia cấp phép Freirich Florea gọi là phức tạp.[20] Phiên bản Doanh nghiệp (DB EE), phiên bản đắt nhất trong số các Phiên bản Cơ sở dữ liệu, có ít hạn chế nhất — nhưng tuy nhiên, có giấy phép phức tạp. Tập đoàn Oracle hạn chế Phiên bản Tiêu chuẩn (DB SE) và Phiên bản Tiêu chuẩn Một (SE1) với nhiều hạn chế cấp phép hơn, phù hợp với mức giá thấp hơn của chúng.
  - Bản phát hành 12: Bản phát hành 12 c (c viết tắt của "cloud") có sẵn vào ngày 1 tháng 7 năm 2013.[21]

Tập đoàn Oracle đã mua lại và phát triển các công nghệ cơ sở dữ liệu bổ sung sau:
- Berkeley DB, cung cấp xử lý cơ sở dữ liệu nhúng
- Oracle Rdb, một hệ thống cơ sở dữ liệu quan hệ chạy trên nền tảng OpenVMS. Oracle mua lại Rdb vào năm 1994 từ Digital Equipment Corporation. Oracle kể từ đó đã thực hiện nhiều cải tiến cho sản phẩm này và sự phát triển vẫn tiếp tục tính đến  năm 2008.
- TimesTen, có tính năng hoạt động cơ sở dữ liệu trong bộ nhớ
- Oracle Essbase, tiếp nối truyền thống của Hyperion Essbase về quản lý cơ sở dữ liệu đa chiều
- MySQL, một hệ quản trị cơ sở dữ liệu quan hệ được cấp phép theo Giấy phép Công cộng GNU, được phát triển ban đầu bởi MySQL AB
- Cơ sở dữ liệu Oracle NoSQL, một khả năng mở rộng, phân phối giá trị khóa NoSQL cơ sở dữ liệu[22]

#### Middleware
Oracle Fusion Middleware là một dòng sản phẩm phần mềm trung gian, bao gồm (ví dụ) máy chủ ứng dụng, tích hợp hệ thống, quản lý quy trình kinh doanh (BPM), tương tác người dùng, quản lý nội dung, quản lý danh tính và các sản phẩm thông minh kinh doanh (BI).

#### Oracle Secure Enterprise Search
Oracle Secure Enterprise Search (SES), dịch vụ tìm kiếm doanh nghiệp của Oracle, cung cấp cho người dùng khả năng tìm kiếm nội dung trên nhiều vị trí, bao gồm trang web, tệp XML, máy chủ tệp, hệ thống quản lý nội dung, hệ thống lập kế hoạch tài nguyên doanh nghiệp, hệ thống quản lý quan hệ khách hàng, hệ thống doanh nghiệp thông minh và cơ sở dữ liệu.

#### Oracle Beehive
Được phát hành vào năm 2008, phần mềm cộng tác Oracle Beehive cung cấp không gian làm việc nhóm (bao gồm wiki, lập lịch nhóm và chia sẻ tệp), email, lịch, nhắn tin tức thời và hội nghị trên một nền tảng duy nhất. Khách hàng có thể sử dụng Beehive dưới dạng phần mềm được cấp phép hoặc dưới dạng phần mềm như một dịch vụ ("SaaS").